# 春日部市立谷原中学校
春日部市立谷原中学校（かすかべしりつ やわらちゅうがっこう）は、かつて埼玉県春日部市谷原新田に存在した公立中学校。

## 概要
- 通称「谷っ中」(やっちゅう)
- 校章 開校当時の一年生の作品。
- 構造
  - 校舎:RC造 地上四階/地上三階 壁式構造
  - 渡り廊下:S造 地上2階

## 沿革
- 1975年(昭和50年)3月31日 - 谷原中学校竣工
- 1975年4月1日 - 初代校長 後上正之校長着任
- 1975年4月8日 - 開校式挙行 (14学級 生徒569名)
- 1975年6月10日 - 校章制定
- 1975年6月30日 - プール落成式
- 1975年7月24日 - 校旗制定
- 1975年9月1日 - 制服制定
- 1976年2月10日 - 校門完成
- 1977年2月22日 - 体育館落成
- 1977年3月4日 - 校歌制定発表会 体育館落成記念
- 1978年3月31日 - 一般教室棟増築
- 1979年 - 「お茶のみ会」開始
- 1982年度1983年度 - 春日部市教育委員会研究委嘱「道徳教育研究発表会」実施
- 1985年9月4日 - 校庭改修工事完了
- 1987年2月 - 技術科室完成
- 1989年8月31日 - 給食室完成
- 1991年度～1993年度 - 春日部市社会福祉協力校指定
- 1994年度～1996年度 - 埼玉県社会福祉協力校指定
- 1994年10月1日 - 20周年記念行事実施
- 1996年8月31日 - さわやか相談室完成
- 1997年6月4日 - 「日中学校間国際交流」「平成の遣唐使」インターネットテレビ会議
- 2000年4月20日 - 「地域で学ぶ総合学習やわらLCタイム」開始
- 2000年8月 - 「5つのふれあい 3Daysチャレンジ」開始
- 2004年12月14日 - 30周年記念行事実施
- 2014年11月1日 - 40周年記念行事実施
- 2016年 - 一般教室エアコン稼働
- 2019年11月22日 - 「平成30年度ふれあい講演会」実行
- 2019年3月12日 - 閉校記念集会実施
- 2019年3月26日 - 閉校式挙行 (一年，二年で4学級、生徒98名)

## 教育方針
生徒一人一人を認め・生かし・伸ばす学校
- 思いやりがあり、生気あふれる生徒 (徳育)
- 学ぶ楽しさを知り、意欲あふれる生徒 (知育)
- 働く喜びを知り、生き生きと活動する生徒 (体育)

## 学校行事
- 4月
  - 入学式
  - 始業式
  - 対面式
  - 離任式
- 5月
  - 衣替え移行期間
- 6月
  - 体育祭
  - 第１回定期テスト
- 7月
  - 終業式
- 8月夏季休業日
- 9月
  - 始業式
  - 修学旅行　3年
  - 衣替え移行期間
- 10月
  - 第２回定期テスト
  - 文化祭(校内合唱祭)
- 11月
  - 生徒会役員選挙・生徒会本部引継ぎ式
  - 3Daysチャレンジ
  - 第３回定期テスト
- 12月
  - 新入生1日体験入学
  - クリスマス交流会(他校との)
  - 終業式
- 1月冬季休業日
  - 始業式
  - スキースクール 1年
- 2月
  - 東京班別学習 2年
  - 第４回定期テスト
- 3月
  - 卒業証書授与式
  - 修了式

## 委員会活動
- 生徒会本部
- 学級委員会
- 体育委員会
- 図書委員会
- 美化委員会
- 保健委員会
- 給食委員会
- 放送委員会

## 部活動
- 野球部
- 卓球部
- バスケット部
- テニス部
- 陸上部(陸上競技部)
- 吹奏楽部
- 美術部

廃部
- 演劇部、弦楽器部、英語部、理科部、写真部、郷土研究部、落語研究部、家庭科部(家庭部)、ブラスバンド部、マンガ部(美術マンガ部)、無線部、パソコン部、サッカー部、ソフトボール部、ハンドボール部、バレー部、体操部

## 通学区域
- 千間1丁目、武里中野（一部）、大場（一部）、大畑（一部）、大枝（一部）、増田新田、武里団地4 - 9街区、谷原新田（1469～1719）[2]

## 交通
- 東武鉄道伊勢崎線武里駅より約2.3km
- せんげん台駅から朝日自動車

## 関係者
出身者
- ビビる大木
- 草彅剛
- 三遊亭五九楽

教職員
- 松井公士郎